# Hanagavadi, Honnali
Hanagavadi là một làng thuộc tehsil Honnali, huyện Davanagere, bang Karnataka, Ấn Độ.